# 조성규
조성규(趙成奎, 1961년 12월 8일 ~ )는 대한민국의 전 권투 선수이자 배우이다.

## 출연작품

### 드라마
- 2019 KBS: 《세상에서 제일 예쁜 내 딸》 - 한종수 수하 역
- 2017 SBS: 《언니는 살아있다》 - 화훼농장 어른 역
- 2014 SBS: 《따뜻한 말 한마디》 - 카메오(은행고객) 역
- 2011 MBC: 《나도, 꽃!》 - 옌벤 조선족 역
- 2010 MBC: 《폭풍의 연인》 - 어부 김씨 역
- 2010 KBS: 《전우》 - 대대장, 사단장 작전보좌 역
- 2009 KBS: 《솔약국집 아들들》 - 배달부 역
- 2009 KBS: 《미워도 다시 한번 2009》 - 사채업자 역
- 2008 tvN: 《쩐의 전쟁 '머니 게임'》 - 고영두 역
- 2007 KBS: 《행복한 여자》 - 소매치기 역
- 2006 KBS: 《드라마시티》
- 2004 KBS: 《대추나무 사랑 걸렸네》 - 제비 역
- 2003 MBC: 《남자의 향기》
- 2003 KBS: 《결혼이야기》
- 2002 KBS: 《태양인 이제마》 - 군졸 역
- 2002 MBC: 《내 이름은 공주》 - 관장 역
- 2001 KBS: 《태양은 가득히》
- 2000 KBS: 《태조 왕건》 - 부장 역
- 2000 MBC: 《베스트극장》 - 제비족 역
- 2000 SBS: 《경찰특공대》 - 특공대원 역
- 1999 KBS: 《사랑하세요?》 - 권투선수 선기 역
- 1999 MBC: 《베스트극장》
- 1999 KBS: 《일요베스트》
- 1999 SBS: 《청춘의 덫》 - 맏사위 역
- 1999 MBC: 《우리가 정말 사랑했을까》 - 제비 역
- 1998 KBS: 《야망의 전설》 - 수하 역
- 1997 KBS: 《그대 나를 부를 때》 - 어깨 역
- 1997 MBC: 《내가 사는 이유》 - 어깨 역
- 1996 MBC: 《간이역》 - 벙어리 역
- 1996 KBS: 《첫사랑》 - 건달 역
- 1996 KBS: 《드라마게임》 다수
- 1995 KBS: 《젊은이의 양지》 - 권투선수 땡초 역
- 1995 KBS: 《대추나무 사랑 걸렸네》 - 보스 역
- 1994 KBS: 《대추나무 사랑 걸렸네》 - 제비 역
- 1994 MBC: 《베스트극장 '사랑의 인사'》
- 1992 KBS: 《대추나무 사랑 걸렸네》
- 1992 KBS: 《가시나무 꽃》 - 강종구 역

### 특별출연
- 2014 SBS: 《따뜻한 말 한마디》 - 마지막회 카메오
- 2009 MBC: 《내조의 여왕》 - 마지막회 카메오

## 교양시사예능
- 2019 G1 강원민방 《이창섭의 인사이드》 피플 인사이드 탤런트 조성규 편
- 2017 MBC 《무한도전》 매니 파퀴아오 戰 - 주심(레퍼리)
- 2013 MBN 《미시의 시사데이트》 - 패널
- 2013 채널A 《웰컴 투 돈월드》 - 게스트
- 2002 GTB 《최동철의 세상 사는 이야기》 '오뚜기 인생 조성규'
- 1996 KBS2 《슈퍼선데이 단막극장》 - 킬러 역
- 1995 KBS2 《슈퍼선데이 단막극장》 - 보스 역
- 1994 KBS 《아침마당》(목요초대석) 무명탤런트의 꿈
- 1991 KBS 《유머1번지》 '내일은 챔피언'

## 영화
- 《그래 가끔 하늘을 보자》

## 이슈
- 2019 21년 만의 링 복귀 3차전(용인대 복싱경기장)
- 2010 21년 만의 링 복귀 2차전(안양체육관)
- 2009 21년 만의 링 복귀전(부천체육관)